# Nahohřbetí
Nahohřbetí (Gymnotiformes) je řád ryb žijících ve sladkých vodách Střední a zejména Jižní Ameriky, jehož zástupci dokážou vysílat elektrické výboje. Zástupci mají ze stran zploštělé úhořovité tělo a jedinou dlouhou řitní ploutev, pomocí které se mohou pohybovat dopředu i dozadu. Výjimkou je paúhoř elektrický, který má tělo válcovité.

## Systematika
Je známo téměř 200 druhů, vzhledem k nedostatečné prozkoumanosti oblastí jejich výskytu se skutečný počet může řádově lišit. Popsané druhy se řadí do pěti čeledí:
- Řád: Gymnotiformes
  - Podřád: Gymnotoidei
    - Čeleď: Gymnotidae (paúhoř elektrický někdy vyčleňován do samostatné čeledi Electrophoridae)

  - Podřád: Sternopygoidei
    - Nadčeleď: Rhamphichthyoidea
      - Čeleď: Rhamphichthyidae
      - Čeleď: Hypopomidae

    - Nadčeleď: Apteronotoidea
      - Čeleď:Sternopygidae
      - Čeleď:Apteronotidae

## Elektrické výboje
Elektrický orgán vytváří zpravidla slabé elektrické výboje o napětí řádu milivoltů, tedy natolik slabé, že nedokážou ohrozit okolní ryby. Ryby je využívají k orientaci v prostředí, k vyhledávání drobných bezobratlých u dna, kteří jim slouží za potravu, a možná i ke vzájemné komunikaci. Výjimkou je největší zástupce řádu - paúhoř elektrický, který dokáže generovat výboje o napětí stovek voltů
Elektrický orgán je zpravidla odvozený od svalových buněk, u čeledi Apteronotidae od buněk nervových (spinálních neuronů). Vytvářený elektrický signál je druhově specifický a liší se formou vlny, velikostí, trváním a frekvencí opakování. To platí i pro blízce příbuzné druhy. Například druh Brachyhypopomus walteri vytváří výboje tvaru vlny střídavého napětí, Brachyhypopomus bennetti, patřící ke stejnému podrodu Odontohypopomus, pulsní výboje napětí stejnosměrného.
Výboje s nejvyšším napětím byly naměřeny u druhu Electrophorus voltai, nově objeveného v r. 2019. Dosahují až 860 voltů.